# ریتکرافت
ریتکرافت (Rytecraft) خودرویی است که در سال‌های ۱۹۳۴ تا ۱۹۴۰تولید شده‌است.
موتور آن ۲۵۰ سی‌سی سیستم جعبه‌دندهٔ آن ۳ دنده به صورت دستی است.